# Poniszowice (gmina)

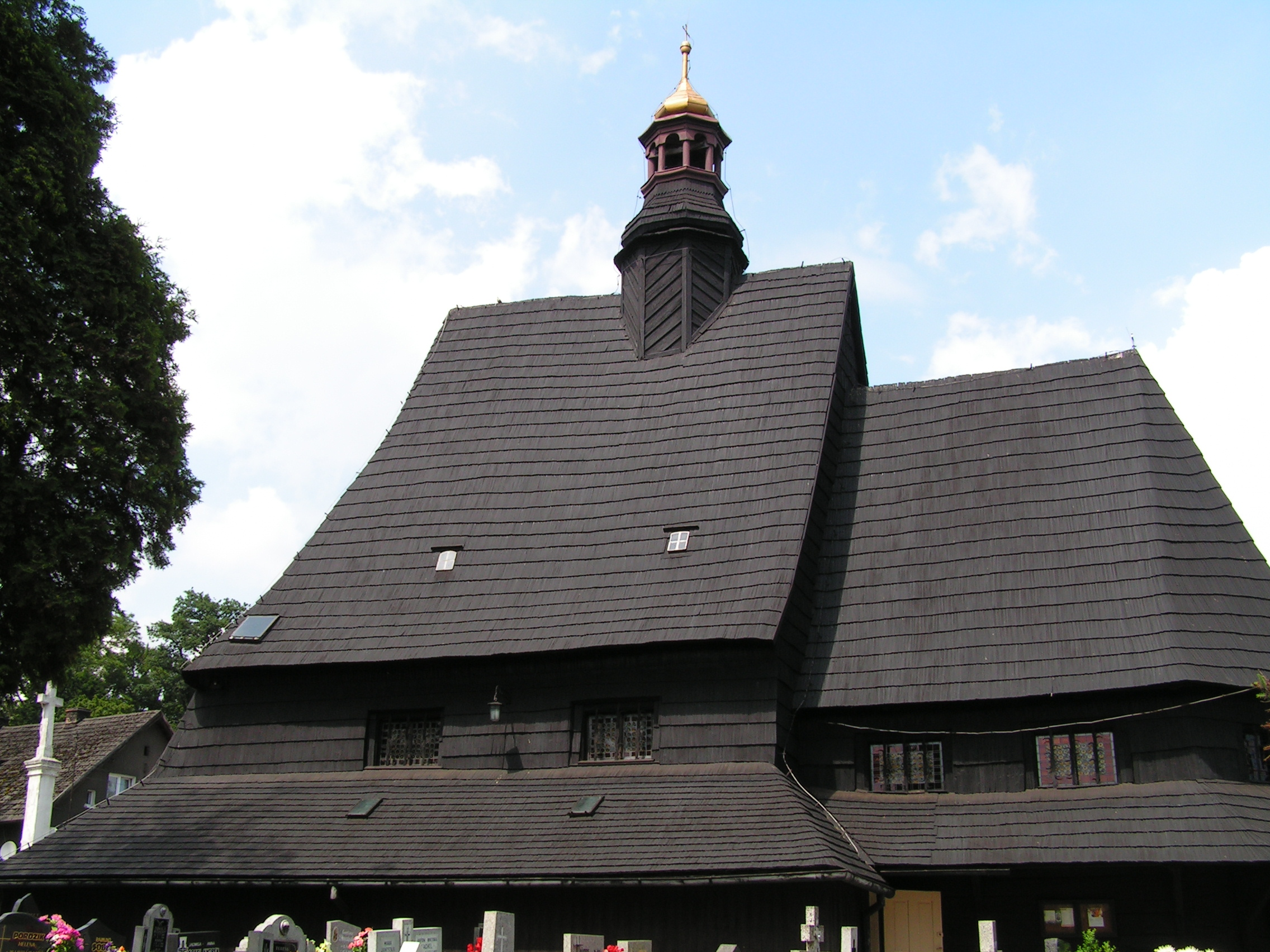
Kościół w Poniszowicach

Poniszowice – dawna gmina wiejska istniejąca w latach 1973–1977 w woj. katowickim (dzisiejsze woj. śląskie). Siedzibą władz gminy były Poniszowice.
Gmina Poniszowice została utworzona 1 stycznia 1973 w powiecie gliwickim w woj. katowickim w miejsce zniesionych gromad: Paczyna, Pławniowice, Poniszowice
W jej skład weszły obszary 10 sołectw: Bycina, Chechło, Łany Małe, Niekarmia, Niewiesze, Pławniowice, Poniszowice, Słupsko, Taciszów i Widów.
1 lutego 1977 gmina została zniesiona przez połączenie z dotychczasową gminą Rudziniec w nową gminę Rudziniec.